# Quebrada de Acha
Quebrada de Acha es una localidad chilena ubicada al sudeste de Arica, en la Región de Arica y Parinacota. Se encuentra a unos 10 km de la capital regional, junto al acceso sur a la ciudad por la Carretera Panamericana. La localidad lleva el mismo nombre que el curso fluvial que la atraviesa, uno de los cursos fluviales temporales que cruzan el desierto de Atacama hasta desembocar en el océano Pacífico.
La localidad está emplazada aproximadamente sobre los {{esd|200 m s. n. m.}, y está rodeada por cerros que forman parte de la cordillera de la Costa con alturas aproximadas desde 300 hasta 500 m s. n. m., de suelos delgados donde la roca madre se encuentra próxima o sobresaliente, con presencia de capas de sales y superficies encostradas y duras Es una zona agresiva para la vegetación con gran cantidad de sal en los suelos, por lo que casi no crece vegetación natural y propia de la zona, sin embargo, en la zona más aledaña al ex curso del río Acha, si se lava y trata la tierra correctamente, se pueden generar buenos cultivos, siendo viable la producción de mangos, naranjas, maracuyás, limones, como también de tomates, pimentones, choclos, pepinos, cebollas, además de otras especies florales que ayudan a la permanencia de distintos picaflores en la zona. 
Cuenta con variedad de criaderos de porcinos y aves, agricultores y artesanos, también es posible ver pequeño comercio dentro de los territorios dispuestos en diversos locales de minimarket, los que colaboran con el abastecimiento de los habitantes de la localidad, además de la Feria Rural Sol de Acha, que tiene lugar durante los fines de semana y es generada e impulsada por los propios habitantes.
La localidad está situada en el lugar desde el 9 de septiembre de 1989, producto al desplazamiento obligatorio de los criaderos de porcinos fuera del radio urbano, por lo que el comienzo histórico se debe a la actividad económica ganadera y avícola, que posteriormente con el transcurso de los años se transformó en un poblado con múltiples actividades económicas. Actualmente el territorio se organiza según sectores, los cuales fueron numerados de acuerdo al orden de loteo en el territorio, llegando del 1 al 6, siendo el sector 1 el loteo más antiguo y el sector 6 el más reciente.
También cuenta con un pequeño centro de rehabilitación llamado Casa Kairoi, un jardín Junji y dos capillas: San Lorenzo y Juan Pablo II.